# Off the Lip
Off the Lip es una película estadounidense de aventura, comedia y deporte de 2004, dirigida por Robert Mickelson, que a su vez la escribió junto a Shem Bitterman, musicalizada por Andrew Gross, en la fotografía estuvo Joey Forsyte y los protagonistas son Marguerite Moreau, Mackenzie Astin y Adam Scott, entre otros. El filme fue realizado por Abandon Pictures, Film Farm y Hannover House; se estrenó el 1 de mayo de 2004.

## Sinopsis
Este largometraje trata sobre una chica que hace un documental acerca del surf, durante el rodaje su vida se arruina.